# Антониу Гутериш
Антониу Мануел де Оливейра Гутереш (на португалски: António Manuel de Oliveira Guterres) е португалски политик, генерален секретар на ООН от 2017 г.

## Биография
Завършва Техническия университет в Лисабон. От 1992 до 2002 е генерален секретар на Португалската социалистическа партия (Partido Socialista) и парламентарист. Премиер-министър в периода 1995 – 2002, председател на Социалистическия интернационал (1995 – 2005).
Върховен комисар за бежанците на ООН от юни 2005 г.
Антониу Гутереш има два брака. Първата му жена, с която имат 2 деца, умира през 1998 г. Жени се втори път и има приемен син. 